# ورگوران
ورگوزان، روستایی از توابع بخش مرکزی شهرستان نطنز در استان اصفهان ایران است.

## جمعیت
این روستا در دهستان طرق رود قرار دارد و براساس سرشماری مرکز آمار ایران در سال ۱۳۸۵، جمعیت آن ۲۰۱ نفر (۵۸خانوار) بوده‌است.